# 417 Suevia
417 Suevia là một tiểu hành tinh ở vành đai chính. Nó được xếp loại tiểu hành tinh kiểu K/kiểu S.
Tiểu hành tinh này do Max Wolf phát hiện ngày 6.5.1896 ở Heidelberg, và được đặt theo tên Suevia, một hội ái hữu của sinh viên đại học Heidelberg.